# Lucio Neracio Prisco
Lucio Neracio Prisco (en latín, Lucius Neratius Priscus) fue un senador romano de finales del siglo I, que desarrolló su carrera política bajo los imperios de Vespasiano, Tito y Domiciano.

## Carrera
Originario del municipio Saepinum (Sepino, Italia), procedente de una carrera local, declarado partidario de los flavios en el año de los cuatro emperadores fue beneficiado por Vespasiano con una adlectio inter praetorios lo que le permitió acceder al Senado; en 84-85, por voluntad de Domiciano, fue designado Prefecto del erario de Saturno, encargado de supervisar las entradas de impuestos a la caja senatorial, y al año siguiente, por voluntad imperial fue consul suffectus entre octubre y diciembre de 87.
Poco después, durante las operaciones de Domiciano en el Danubio, fue nombrado gobernador de la importante provincia romana de Panonia que Werner Eck data del año 91 al 94, guarnecida con un importante ejército de cuatro legiones.

## Descendencia
Sus hijos fueron Lucio Neracio Marcelo, consul suffectus en 95, bajo Domiciano, y el jurista Lucio Neracio Prisco, consul suffectus en 97, bajo Nerva, gobernador de Germania Inferior y de Panonia durante la primera guerra dacia de Trajano, y consul ordinarius en 129 bajo Adriano.